# تپه چشمه دزون
تپه چشمه دزون مربوط به هزاره اول قبل از میلاد است و در شهرستان اقلید، سر راه روستای آسپاس به حسن‌آباد واقع شده و این اثر در تاریخ ۲۸ تیر ۱۳۵۵ با شمارهٔ ثبت ۱۲۷۱ به‌عنوان یکی از آثار ملی ایران به ثبت رسیده است.